# Thymallus arcticus
Thymallus arcticus, conosciuto comunemente come temolo artico, è un pesce d'acqua dolce appartenente alla famiglia Salmonidae.

## Distribuzione e habitat
Questa specie è diffusa in Nordamerica, nei bacini idrografici canadesi sfocianti nella Baia di Hudson e nel Pacifico nordoccidentale (Columbia Britannica, Alberta) nonché nelle sorgenti del fiume Missouri in Montana.
È inoltre diffuso in Siberia, nel bacino idrografico dei fiumi Enisej e Pečora. Abita acque fredde e ben ossigenate di fiumi e laghi montani, addentrandosi verso la fonte per il periodo riproduttivo.

## Descrizione
Il temolo artico presenta un corpo allungato, idrodinamico, tipicamente salmoniforme. Le pinne sono triangolari, la coda bilobata, la pinna dorsale ampia e retta da robusti raggi. La livrea è semplice: il corpo è grigio argenteo, leggermente puntinato di bruno. La pinna dorsale è bruna, chiazzata di ocra e rosso. Le altre pinne sono giallastre.

Raggiunge una lunghezza massima di 70 cm, anche se mediamente si attesta sui 35 cm.

## Riproduzione

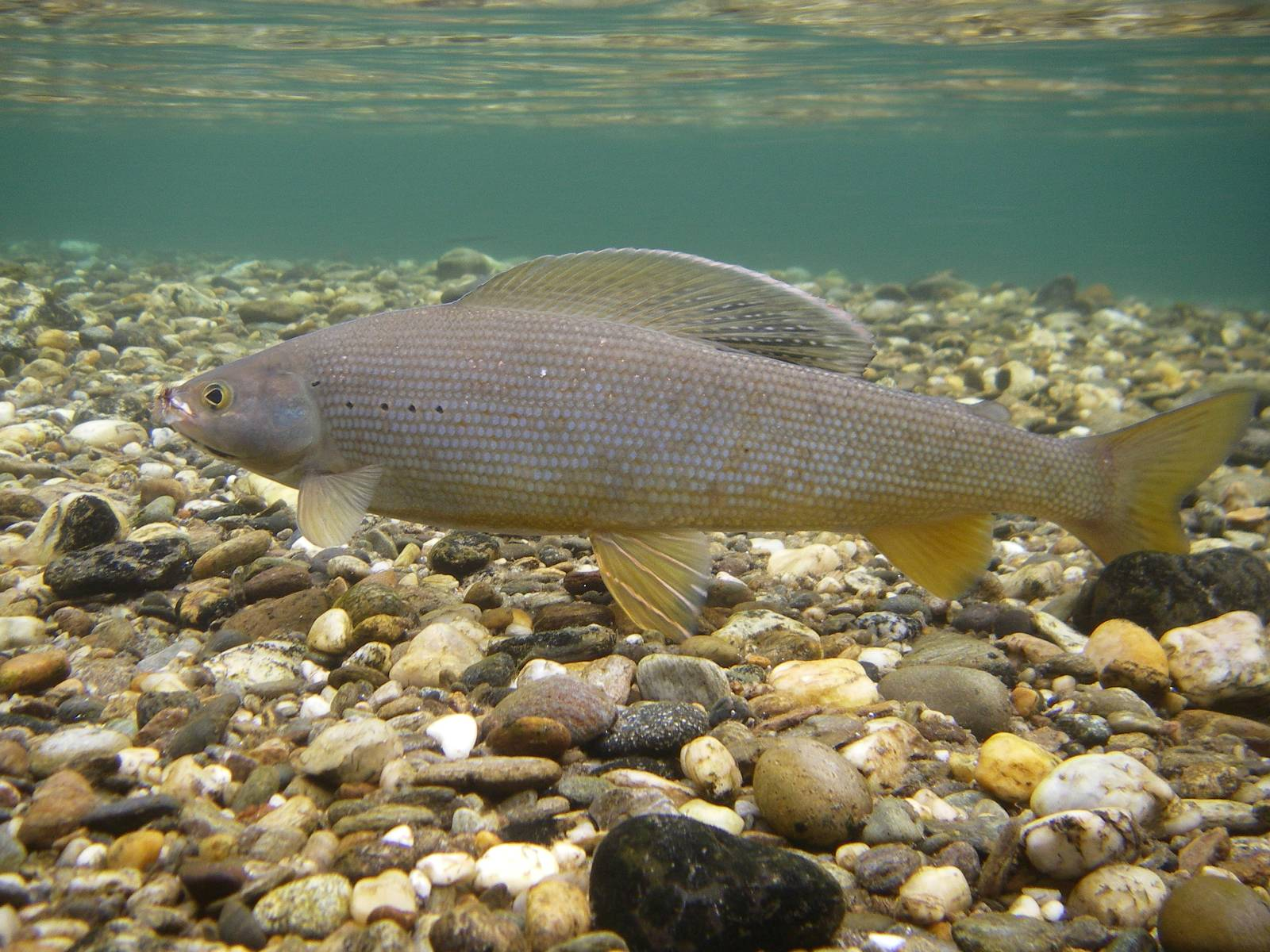
Un adulto in un torrente

Il periodo riproduttivo varia da aprile a giugno: gli adulti si spostano a monte e nei tributari dei fiumi e laghi dove solitamente vivono; giunti nei luoghi di produzione, i maschi si scelgono un territorio, permettendo soltanto alle femmine di entrare e cercando di impressionarle estendendo al massimo la loro ampia pinna dorsale. Se la femmina sceglie di accoppiarsi, si affianca al maschio che la "abbraccia" con la pinna dorsale: entrambi i riproduttori sono attraversati da vibrazioni ed emettono uova e sperma. Non preparano un nido: le code dei due genitori, muovendosi in coppia scavano dei piccoli avvallamenti dove cadono le uova. Una volta riprodotti, gli adulti si spostano poco più a valle per l'estate, tornando nei laghi e nei fiumi soltanto a settembre.

## Alimentazione
T. arcticus si nutre di insetti acquatici, insetti, uova di pesce e piccoli pesci, ma anche crostacei e lemmings.

## Pesca
È oggetto di pesca sportiva e di pesca per alimentazione.